# Jutta Dieckmann
Jutta Dieckmann (im 20. Jahrhundert) ist eine ehemalige deutsche Fußballspielerin. 

## Karriere
Dieckmann gehörte dem KBC Duisburg als Mittelfeldspielerin an, mit dem sie viermal ein Finale erreichte, je zweimal um die Deutsche Meisterschaft und um den nationalen Vereinspokal.
Am 8. Mai 1983 gehörte sie erstmals einer Finalmannschaft an, die im Frankfurter Stadion am Bornheimer Hang mit dem 3:0-Sieg über den FSV Frankfurt den Pokal gewann. Ein Wiedersehen mit der unterlegenen Mannschaft gab es in diesem Wettbewerb erneut am 26. Mai 1985 im Olympiastadion Berlin; der FSV Frankfurt setzte sich vor 25.000 Zuschauern – als Vorspiel zum Männerfinale – mit 4:3 im Elfmeterschießen durch.
Ihr erstes Finale um die Deutsche Meisterschaft fand am 30. Juni 1985 im Duisburger Stadion an der Westender Straße gegen den FC Bayern München statt und wurde mit dem Treffer von Mitspielerin Anja Klinkowski zum 1:0 in der 76. Minute entschieden. Ihr zweites, das am 26. Mai 1988 im Bergisch Gladbacher Stadion An der Paffrather Straße gegen die SSG 09 Bergisch Gladbach ausgetragen wurde, gewann diese mit 5:4 im Elfmeterschießen.

## Erfolge
- Deutscher Meister 1985, Finalist 1988
- DFB-Pokal-Sieger 1983, -Finalist 1985